# Кале (Петърско)
Кале (на гръцки: Κάλε) е средновековно укрепление на североизток от леринското село Петърско, дем Суровичево, Гърция, на северния бряг на Петърското езеро.

## Местоположение
Кале е разположена на хълм над североизточния бряг на Петърското езеро.

## История
Крепостта е средновековният наследник на античния град в местността Градища. Това е крепостта, спомената Йоан Скилица като Петрискос (Πετρίσκος). Това е мястото, където синът на цар Самуил и наследник на българския престол Гаврил Радомир е убит в 1015 година от братовчед си Йоан Владислав по време на лов в района на Петърското езеро.
Името на селото Петърско и в българския, и в гръцкия си вариант е наследник на Петрискос.
Унищожението на крепостта е дело на османските турци в средата на XV век или по рано - в 1385 - 1386 година.

## Описание
Развалините на сградите, които съществуват днес, датират от Средновековния период. Най-добре запазената сграда е трикорабна базилика, която вероятно е служила за религиозните нужди на охраната на крепостта. Размерът на църквата (12,30 х 13,70 m), каменната зидария на стените, както и начинът на строеж показват, че църквата вероятно е била католикон на по-стар манастир от XI век.
Хълмът е осеян и с други руини, чието предназнечение е неясно. Околната стена все още се вижда на много места, но оцелелите участъци са с ниска височина.
Периметърът на външното укрепление е 700 m. Площта на крепостта е 25 декара.